# Economia do Quénia
Importante entreposto comercial e financeiro da África oriental, o Quênia tem sido afetado pela corrupção e por sua dependência da exportação de produtos primários, cujos preços tem permanecido baixos.
Em 1997 o FMI suspendeu a ajuda ao programa de estabilização econômica do país, por seu fracasso em manter reformas estruturais e combater a corrupção. Uma forte seca entre 1999 e 2000 ajudou a piorar os problemas do país, causando racionamento de água e de energia, e reduzindo a produção agrícola. Como resultado, o Produto Interno Bruto caiu 0,2% em 2000. O FMI, que retomou a ajuda ao país em 2000 por causa da seca, suspendeu-a novamente em 2001, quando o governo falhou na tentativa de adotar medidas de combate à corrupção. Neste ano, apesar do retorno à normalidade das chuvas, o baixo preço das "commodities", a corrupção endêmica e o baixo investimento limitaram o crescimento a 1,2%. No ano seguinte, as chuvas irregulares, a baixa confiança dos investidores e o fraco apoio de doadores internacionais limitaram o crescimento a 1,1%.
A eleição de Mwai Kibaki em 2002 pôs fim a 24 anos de governo de Daniel arap Moi. Após algum progresso no combate à corrupção e no encorajamento dos doadores internacionais, o governo viu-se assolado por escândalos em 2005 e 2006, que fizeram o Banco Mundial atrasar a doação de ajuda naquele ano. Desde então os investidores voltaram a fazer empréstimos ao país, apesar da pouca ação do governo no combate à corrupção.
O crescimento da violência no início de 2008 após as eleições somado aos efeitos da crise financeira global sobre as remessas internacionais e as exportações reduziram o crescimento econômico para 1,7% em 2008 e 2% em 2009.

## Economia por se(c)tores

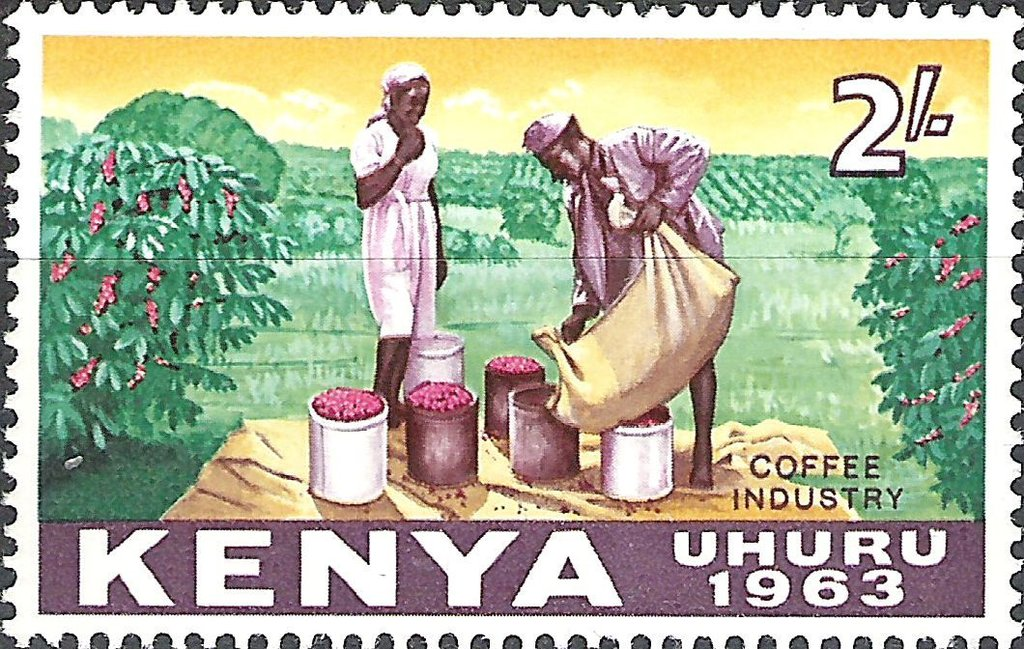
Colheita de café no Quênia

A agricultura continua a dominar a economia do Quênia, apesar de apenas 15% das terras do país serem consideradas férteis e apenas 7% a 8% poderem ser consideradas de primeira classe. Os principais produtos agrícolas quenianos são chá, café, milho, trigo, laranja, banana, abacaxi, abacate, girassol, soja, sisal, algodão, coco, cana de açúcar, batata, tomate, cebola, arroz, feijão, mandioca e caju. A pecuária tem como predominante à cultura de bovinos, suínos e caprinos, além de piscicultura e avicultura (incluindo galinhas, perus, patos, gansos e pavões). O setor primário é o segundo em contribuição para o PIB, depois dos serviços.
Os minerais extraídos são a pedra calcária, trona (carbonato de sódio), ouro, sal e flúor. A indústria queniana produz plásticos, refino de petróleo, artefatos de madeira, tecidos, cigarros, couro, cimento, metalurgia e comida enlatada.
O turismo também rende bons lucros, principalmente em na costa (litoral) e na savana queniana (turismo ecológico). A exportação é forte em chá e café, enquanto que as importações incluem maquinaria, alimentos, equipamentos de transporte e petróleo (e seus derivados).

## Comércio exterior
Em 2020, o país foi o 94º maior exportador do mundo (US $ 10,4 bilhões). Já nas importações, em 2019, foi o 80º maior importador do mundo: US $ 17,2 bilhões.

## Setor Primário

### Agricultura
O Quênia produziu em 2018:
- 5,2 milhões de toneladas de cana-de-açúcar;
- 4 milhões de toneladas de milho;
- 1,8 milhão de toneladas de batata;
- 1,4 milhão de toneladas de banana;
- 946 mil toneladas de mandioca;
- 871 mil toneladas de batata-doce;
- 775 mil toneladas de manga (incluindo mangostim e goiaba);
- 765 mil toneladas de feijão;
- 599 mil toneladas de tomate;
- 674 mil toneladas de repolho;
- 492 mil toneladas de chá (3º maior produtor do mundo, perdendo apenas para China e Índia);
- 349 mil toneladas de abacaxi;
- 336 mil toneladas de trigo;
- 239 mil toneladas de cenoura;
- 233 mil toneladas de abacate;
- 206 mil toneladas de sorgo;
- 188 mil toneladas de melancia;
- 179 mil toneladas de feijão-fradinho;
- 169 mil toneladas de espinafre;
- 131 mil toneladas de mamão;
- 92 mil toneladas de coco;
- 78 mil toneladas de cevada;
- 71 mil toneladas de laranja;
- 41 mil toneladas de café;
- 21 mil toneladas de sisal;
- 13 mil toneladas de castanha de caju;
- 9 mil toneladas de tabaco;
- 6 mil toneladas de algodão;

Além de outras produções de outros produtos agrícolas. Produtos como chá, café, castanha de caju, tabaco e algodão são cash crops, cultivos de alto valor destinados à exportação.

### Pecuária
Na pecuária, o Quênia produziu, em 2019: 462 mil toneladas de carne bovina, 102 mil toneladas de carne de camelo, 88 mil toneladas de carne de frango, 55 mil toneladas de carne de cabra, 50 mil toneladas de carne de cordeiro, 3,9 bilhões de litros de leite de vaca, 1,1 bilhões de litros de leite de camela, 273 milhões de litros de leite de cabra, 107 milhões de litros de leite de ovelha, 13 mil toneladas de mel, entre outros.

## Setor secundário

### Indústria
O Banco Mundial lista os principais países produtores a cada ano, com base no valor total da produção. Pela lista de 2019, o Quênia tinha a 75ª indústria mais valiosa do mundo (US $ 7,2 bilhões).

### Energia
Nas energias não-renováveis, em 2020, o país nao produzia petróleo. Em 2019, o país consumia 79,4 mil barris/dia (85º maior consumidor do mundo). O país foi o 70º maior importador de petróleo do mundo em 2012 (20 mil barris/dia). O país nao produz gás natural. O país não produz carvão.
Nas energias renováveis, em 2020, o Quênia era o 53º maior produtor de energia eólica do mundo, com 0,3 GW de potência instalada, e o 77º maior produtor de energia solar do mundo, com 0,1 GW de potência instalada.

### Mineração
Em 2019, o país era o 3º maior produtor mundial de carbonato de sódio. Além disso, é um dos produtores mundiais de rubi. O país tem uma produção instável de ouro, que varia entre 3,6 toneladas extraídas em 2012, a apenas 0,1 tonelada em 2015. Em 2017 o país produziu 0,5 tonelada.

## Setor terciário

### Turismo
Em 2017, o Quênia teve 1,4 milhões de turistas internacionais. As receitas do turismo, neste ano, foram de US $ 0,9 bilhões.